# روبرتو نافارو
روبرتو نافارو (بالإنجليزية: Roberto Navarro)‏ (مواليد 14 أبريل 1988) هو ملاكم دومينيكي، مثّل بلاده في الألعاب الأولمبية الصيفية 2008.

## روابط خارجية
روبرتو نافارو على موقع أوليمبيديا (الإنجليزية)